# Thermistis sagittifera
Thermistis sagittifera là một loài bọ cánh cứng trong họ Cerambycidae.